# Ion Guțu
Ion Guțu (n. 7 ianuarie 1943, Egoreni, raionul Soroca, RSS Moldovenească, URSS – d. 6 iunie 2025) a fost un politician moldovean, fost ministru al educației și științei în perioada 21 decembrie 1999 – 22 noiembrie 2000, fost deputat în primul Parlament al Republicii Moldova în anii 1990–1994 și apoi în Legislatura 2005-2009 pe listele partidului Blocul electoral Moldova Democrată.
Ca membru al Parlamentului Republicii Moldova în anii 1990, Ion Guțu a fost unul din cei 278 de semnatari ai Declarației de Independență a Republicii Moldova.

## Distincții și decorații
- Ordinul Republicii (2012)[1]
- Medalia „Meritul Civic” (1996)[2]